# Kevin Schindler
Kevin Schindler (Delmenhorst, 21 mei 1988) is een Duits voetballer die als aanvaller voor voor onder andere Werder Bremen en SC Cambuur speelde.

## Carrière
Kevin Schindler speelde in de jeugd van Delmenhorster TB 1875 en Werder Bremen, waar hij van 2006 tot 2011 vooral in het tweede elftal speelde. Hij debuteerde voor het eerste elftal op 14 maart 2007, in de met 2-0 gewonnen thuiswedstrijd in de UEFA-Cup tegen Celta de Vigo. Hij kwam na de rust in het veld voor Aaron Hunt, en gaf een assist op de 1-0 van Hugo Almeida. Na vijf competitiewedstrijden in twee seizoenen voor Werder Bremen werd hij verhuurd aan 2. Bundesligaclubs Hansa Rostock, FC Augsburg en MSV Duisburg. In 2011 vertrok Schindler naar FC St. Pauli, waar hij drie jaar in de 2. Bundesliga speelde. In 2014 vertrok hij naar 3. Ligaclub SV Wehen Wiesbaden, waar hij tot 2017 speelde. Na een kort verblijf bij het Amerikaanse FC Cincinnati, zat hij zonder club. In 2018 tekende hij na een proefperiode een contract voor een jaar bij SC Cambuur. Hij debuteerde voor Cambuur op 17 augustus 2018, in de met 2-2 gelijkgespeelde uitwedstrijd tegen N.E.C. Hij scoorde zijn enige doelpunt voor de club op 10 december 2018, in de met 1-2 gewonnen uitwedstrijd tegen Jong PSV. In 2020 werd hij co-trainer bij HB Tórshavn en ging bij het tweede team spelen. Schindler kwam vanwege personele problemen ook nog enkele malen als speler in actie bij het eerste van HB dat Faeröers kampioen werd.

### Statistieken
| Seizoen                    | Club                  | Competitie       | Competitie | Competitie | Beker | Beker | Internationaal | Internationaal | Overig | Overig | Totaal | Totaal |
| Seizoen                    | Club                  | Competitie       | Wed.       | Dlp.       | Wed.  | Dlp.  | Wed.           | Dlp.           | Wed.   | Dlp.   | Wed.   | Dlp.   |
| -------------------------- | --------------------- | ---------------- | ---------- | ---------- | ----- | ----- | -------------- | -------------- | ------ | ------ | ------ | ------ |
| 2006/07                    | Werder Bremen II      | Regionalliga No. | 13         | 3          | –     | –     | –              | –              | –      | –      | 13     | 3      |
| 2006/07                    | Werder Bremen         | Bundesliga       | 1          | 0          | 0     | 0     | 3              | 0              | –      | –      | 4      | 0      |
| 2007/08                    | Werder Bremen         | Bundesliga       | 4          | 0          | 1     | 0     | 1              | 0              | 1      | 0      | 7      | 0      |
| 2007/08                    | Werder Bremen II      | Regionalliga No. | 25         | 7          | 2     | 1     | –              | –              | –      | –      | 27     | 8      |
| 2008/09                    | → Hansa Rostock       | 2. Bundesliga    | 32         | 5          | 3     | 1     | –              | –              | –      | –      | 35     | 6      |
| 2009/10                    | → FC Augsburg         | 2. Bundesliga    | 5          | 0          | 0     | 0     | –              | –              | –      | –      | 5      | 0      |
| 2009/10                    | → MSV Duisburg        | 2. Bundesliga    | 3          | 0          | 0     | 0     | –              | –              | –      | –      | 3      | 0      |
| 2010/11                    | Werder Bremen II      | 3. Liga          | 10         | 1          | –     | –     | –              | –              | –      | –      | 10     | 1      |
| 2011/12                    | FC St. Pauli          | 2. Bundesliga    | 21         | 1          | 0     | 0     | –              | –              | –      | –      | 21     | 1      |
| 2012/13                    | FC St. Pauli          | 2. Bundesliga    | 12         | 0          | 0     | 0     | –              | –              | –      | –      | 12     | 0      |
| 2013/14                    | FC St. Pauli          | 2. Bundesliga    | 15         | 2          | 0     | 0     | –              | –              | –      | –      | 15     | 2      |
| 2013/14                    | FC St. Pauli II       | Regionalliga No. | 1          | 0          | –     | –     | –              | –              | –      | –      | 1      | 0      |
| 2014/15                    | SV Wehen Wiesbaden    | 3. Liga          | 15         | 2          | 0     | 0     | –              | –              | 3      | 1      | 18     | 3      |
| 2014/15                    | SV Wehen Wiesbaden II | Hessenliga       | 1          | 2          | –     | –     | –              | –              | –      | –      | 1      | 2      |
| 2015/16                    | SV Wehen Wiesbaden    | 3. Liga          | 36         | 6          | –     | –     | –              | –              | 4      | 0      | 40     | 6      |
| 2016/17                    | SV Wehen Wiesbaden    | 3. Liga          | 8          | 0          | –     | –     | –              | –              | 2      | 1      | 10     | 1      |
| 2017                       | FC Cincinnati         | USL              | 6          | 1          | 2     | 0     | –              | –              | –      | –      | 8      | 1      |
| 2018/19                    | SC Cambuur            | Eerste divisie   | 15         | 1          | 1     | 0     | –              | –              | 0      | 0      | 16     | 1      |
| 2020                       | HB Tórshavn           | Meistaradeildin  | 3          | 0          | 1     | 0     | –              | –              | 0      | 0      | 4      | 0      |
| 2020                       | HB Tórshavn II        | 1. deild         | 8          | 1          | 0     | 0     | –              | –              | 0      | 0      | 8      | 1      |
| 2021                       | HB Tórshavn II        | 1. deild         | 4          | 0          | 0     | 0     | –              | –              | 0      | 0      | 4      | 0      |
| Carrièretotaal             | Carrièretotaal        | Carrièretotaal   | 238        | 32         | 10    | 2     | 4              | 0              | 10     | 2      | 262    | 36     |
| Bijgewerkt op 14 juli 2022 |                       |                  |            |            |       |       |                |                |        |        |        |        |